# Vlag van Västergötland

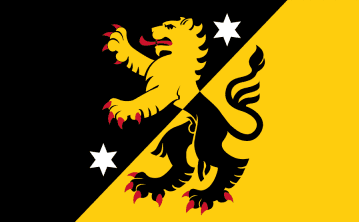
Vlag van Västergötland

De vlag van Västergötland is de vlag van Västergötland, een landschappen in Zweden. De vlag bestaat uit twee diagonale vlakken van zwart en geel met een leeuw van tegenovergestelde kleuren met rode klauwen en tong, als dat gebruikt moet worden, linksboven en in de benedenhoek van het zwarte deel van het veld, vergezeld van een witte ster. Het is een rechthoekige banier van het wapen van deze Zweedse landschap.
Een leeuw in een 'gesneden' schild verscheen al in de 13e eeuw in het wapen van Tyrgils Knutsson, een wetspreker uit Västgötland. In de oudst bekende afbeelding uit 1562 is het wapen voorzien van vier sterren en deze hadden acht punten, en het wapen werd opgenomen in de processie van Gustaaf Wasa in 1560. Op 18 januari 1884 werd het wapen in zijn huidige vorm aangenomen door de koning. Bovendien werd de vlag en het wapen op 11 januari 1974 geregistreerd bij het Octrooi- en Registratiebureau.